# Heliconius anaclia
Heliconius anaclia är en fjärilsart som beskrevs av Riffarth 1901. Heliconius anaclia ingår i släktet Heliconius och familjen praktfjärilar. Inga underarter finns listade i Catalogue of Life.